# Fördergefäß
Ein Fördergefäß, auch Schachtfördergefäß genannt, ist ein Fördermittel, das im Bergbau bei der Güterförderung eingesetzt wird.
Fördergefäße sind für die Förderung von Schüttgütern optimiert, für die Seilfahrt können sie nur bedingt, und dann auch nur nach größeren Umbauten, eingesetzt werden.
Ursprünglich stammen heutige Fördergefäße aus dem englischen Bergbau, sie werden daher umgangssprachlich auch als Skip bezeichnet.

## Grundlagen und Geschichte

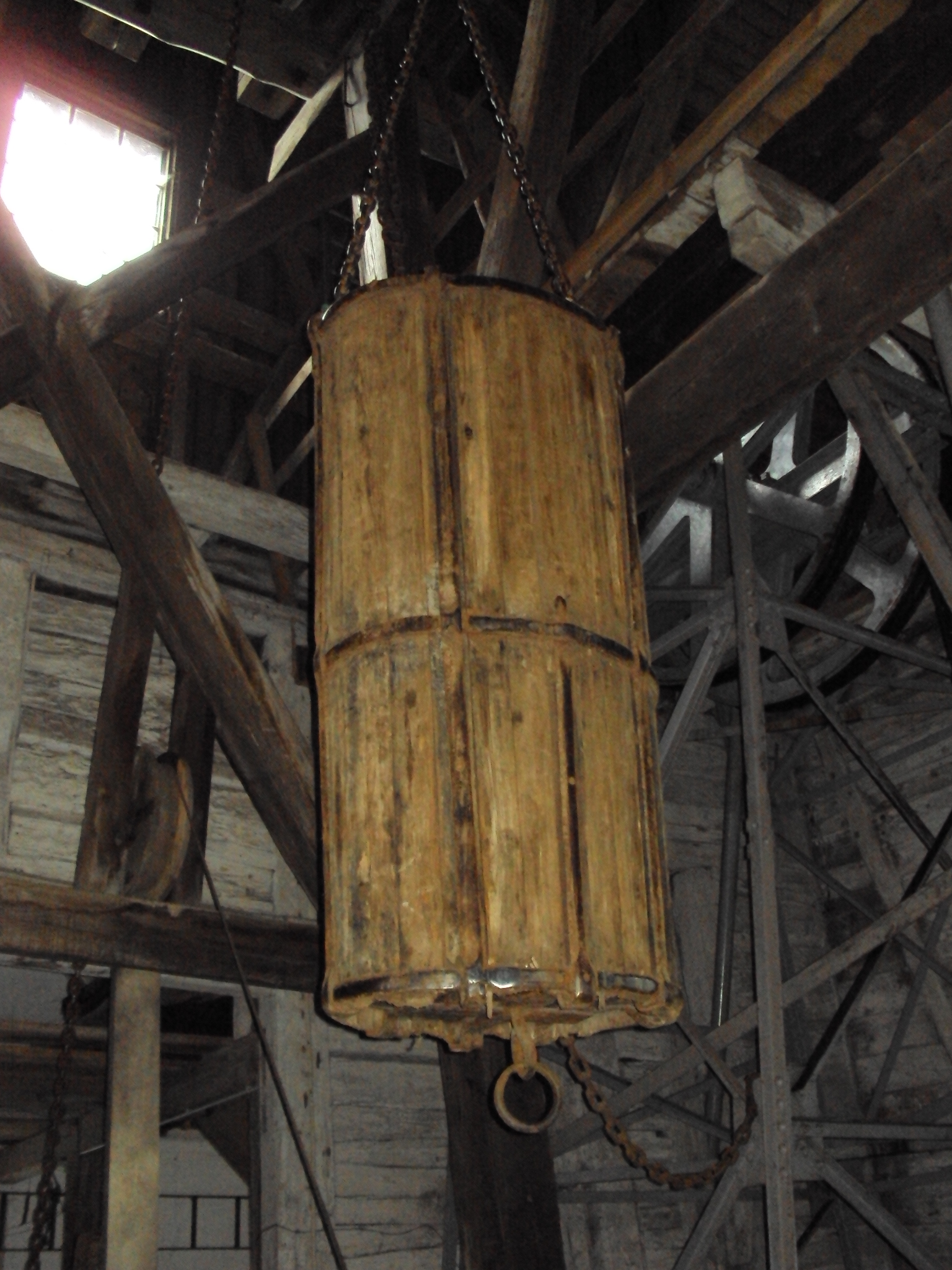
Angeschlagene Fördertonne aus dem 19. Jahrhundert an der Hängebank der Grube Samson in Sankt Andreasberg

Erste einfache Fördergefäße wurden bereits zur Zeit von Agricola (1494–1555), mittels lederner, sackförmiger Behältnisse, den sogenannten Bulgen, bei der Förderung in kleinen Schächten eingesetzt. Nachteilig bei diesen Behältnissen war ihr geringes Fassungsvermögen. Später verwendete man als Fördertonnen oder Förderkübel Gefäße aus Holz, die mit Eisenbeschlägen verstärkt wurden. Diese Fördergefäße hatten je nach Bergbauregion unterschiedliche Größen. Im Steinkohlenbergbau wurden Fördergefäße zur Produktförderung in Schächten erst wesentlich später eingeführt. Dies lag in erster Linie daran, dass durch die Umladevorgänge die Kohlenbrocken zerkleinert wurden und dadurch die Menge an Stückkohlen verringert wurde. Hinzu kam, dass die meisten Bergwerke verschiedene Kohlenarten förderten und eine Vermischung dieser Sorten vermeiden wollten, da sie diese einer getrennten Aufbereitung zuführen mussten. In einigen Bergrevieren verwendete man anstelle der separaten Schachtfördergefäße auch spezielle Förderwagen. Diese Wagen waren aus Eisen, hatten eine bauchige Form und an den Enden waren spezielle Ösen angebracht. Die Wagen wurden im Füllort mittels Schurzketten an das Förderseil gehängt. Bei der Streckenförderung waren diese Förderwagen jedoch nur bedingt einsetzbar. Eine andere Variante, die sich besser anwenden ließ, war die Verwendung von Fördergestellen.

## Moderne Fördergefäße
Im Laufe der Jahre wurden verschiedene neue Gefäßtypen entwickelt und eingeführt. Die Fördertonne wird heute überwiegend nur noch zur Förderung der anfallenden Berge beim Abteufen von Schächten verwendet. Prinzipiell gibt es drei moderne Fördergefäßtypen, Kippkübel, Bodenentleerer und Schwenkgefäße.

### Prinzipieller Aufbau
Die Fördergefäße bestehen aus einem Kopf- und einem Fußrahmen, der aus Profilstahl gefertigt ist. Mit zusätzlichen Längs- und Querträgern und Verstrebungen wird so ein kompletter Rahmen erstellt. Am günstigsten ist bei der Konstruktion der Rahmen die quadratische Form, die sich jedoch nur sehr selten anwenden lässt. Dies liegt an der durch diese Form bedingten extrem schlechten Ausnutzung der Schachtscheibe. Aus diesem Grund wird eine langgezogene Rechteckform verwendet. In diesem Formstahlrahmen hängt das eigentliche Fördergefäß. Das eigentliche Gefäß, der Nutzlastbehälter, wird aus Stahlblech gefertigt. Der Füllraum des Nutzlastbehälters muss so bemessen sein, dass zusätzlich zur normalen Füllung noch ein freier Raum von zwei bis drei Kubikmetern vorhanden ist. Des Weiteren sollte er nicht zu schmal sein, da sich bei schmalen Gefäßen die Wandreibung des Fördergutes negativ bemerkbar macht. Zusätzlich begünstigen schmale Gefäße die Brückenbildung des Fördergutes. Am Kopfrahmen sind Anhängebleche für das Zwischengeschirr angebracht. Zusätzlich befinden sich an dem Rahmen noch Einrichtungen für die Schachtführung, damit das Fördergefäß im Schacht geführt werden kann. Damit die Totlast der Fördergefäße möglichst gering gehalten wird, werden nach Möglichkeit Werkstoffe mit hoher Festigkeit, wie z. B. STE 70, verwendet.

#### Kippkübel

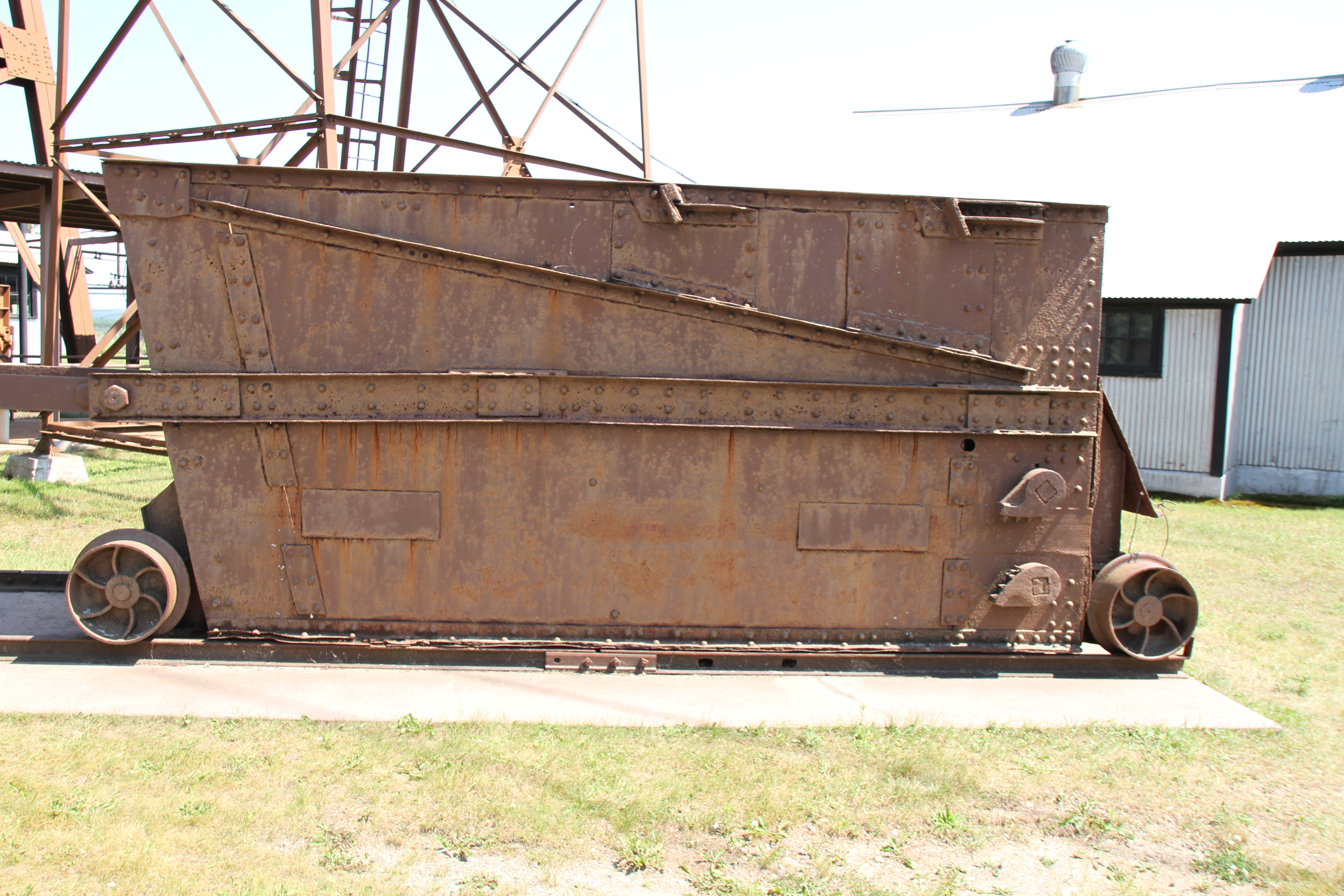
Kippkübel für einen tonnlägigen Schacht

Kippkübel werden überwiegend im Erzbergbau in Südafrika und Nordamerika in tonnlägigen, aber auch in seigeren Schächten bei der Erzförderung eingesetzt. Die Kübel haben einen einfachen und kräftigen Aufbau. Sie bestehen aus dem Nutzlastbehälter, der in ein Rahmengestell integriert ist. Daran sind vier Räder montiert. Das hintere Räderpaar hat breitere Laufkränze. Um den Kübel in der Entladestation kippen zu können, ist im Rahmengestell des Kippkübels eine Achse integriert, diese Achse wird in der Entladestation über dort montierte Rollen gezogen. Die Kübel werden im Füllort von oben befüllt und auf der Hängebank durch Kippen des ganzen Gefäßes wieder entleert. Der Entladevorgang läuft so ab, dass der Kippkübel in der übertägigen Entladestation mit dem vorderen Räderpaar über zwei waagerecht montierte Schienen und das hintere, über zwei schräg verlaufende Schienen, die ein größeres Spurmaß als die beiden waagerechten Schienen haben, gezogen wird. Bedingt durch die breiteren Laufkränze der hinteren Räder werden diese weiter schräg nach oben gezogen. Dadurch wird der Kübel in seiner gesamten Länge nach vorne gekippt und dadurch entleert. Ein großer Nachteil der Kippkübel ist, dass für den Kippvorgang beim Entleeren große Bewegungskräfte erforderlich sind. Zudem ist der Kippkübel für den Einsatz bei der Treibscheibenförderung ungeeignet. Das liegt daran, dass beim Entleeren des Kübels durch den Kippvorgang das Förderseil stark entlastet wird und es somit zum Seilrutsch kommt. Außerdem wird das Fördergut beim Entleeren des Kübels oftmals stark zertrümmert. Von Nachteil ist auch der erhebliche Zeitverlust durch die starke Verzögerung der Fördermaschine, die vor dem Kippvorgang des Gefäßes erfolgen muss. Auf dem europäischen Markt konnte sich der Kippkübel, aufgrund seiner Nachteile, nicht durchsetzen und wurde durch den Bodenentleerer verdrängt.

#### Bodenentleerer

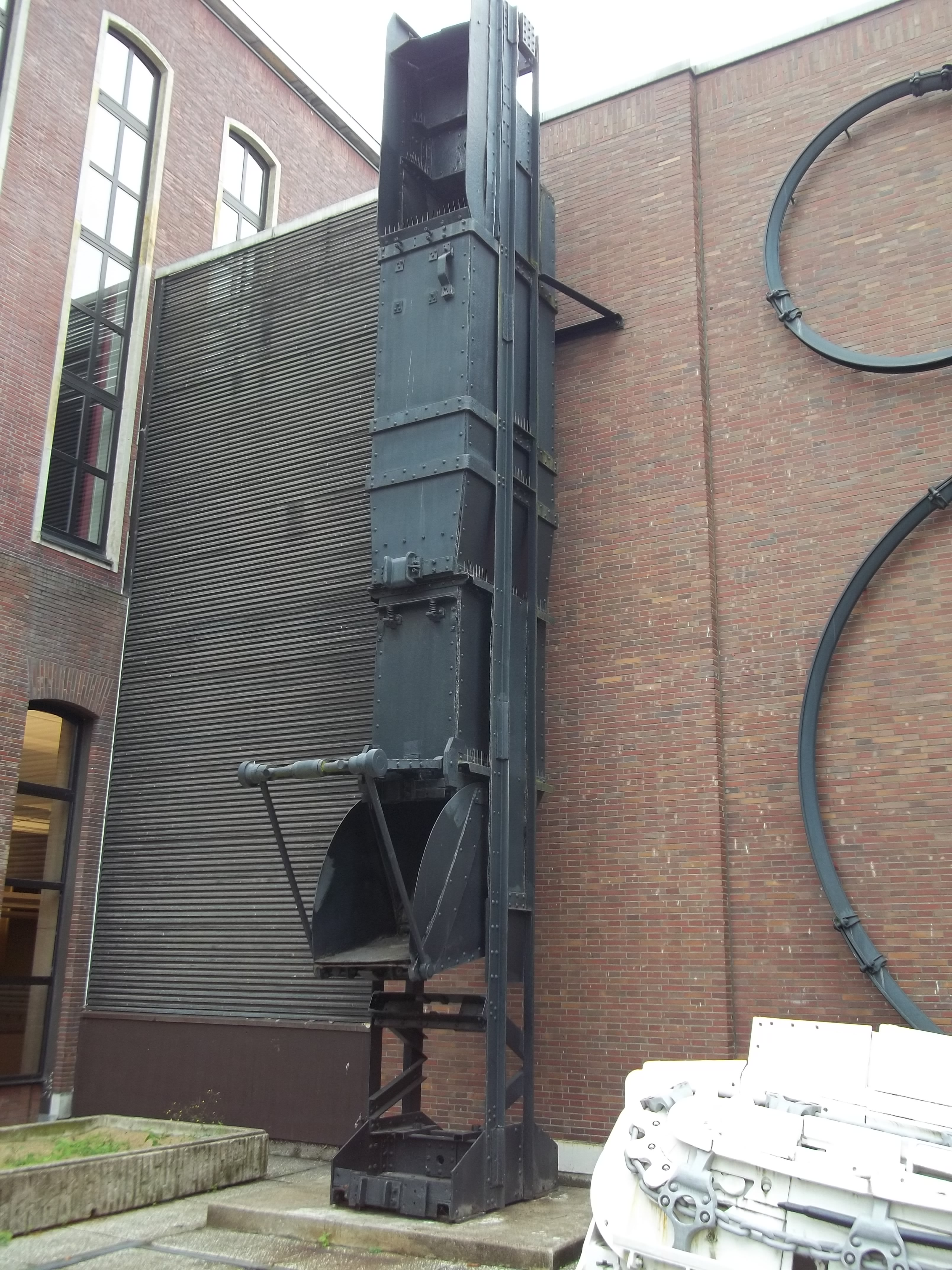
Bodenentleerer-Skip für einen saigeren Schacht

Der Kübel mit Bodenentleerung, auch als Bodenentleerer bezeichnet, ist so konstruiert, dass er keines der Nachteile des Kippkübels hat. Bodenentleerer lassen sich ohne größere Schwierigkeiten in bereits bestehende Schachtförderanlagen integrieren. Außerdem können Bodenentleerer für deutlich größere Nutzlasten gebaut werden als Kippkübel. Allerdings haben Bodenentleerer den Nachteil, dass sie bei gleicher Nutzlast schwerer sind als Kippkübel. Die größere Totlast des Bodenentleerers wird durch Konstruktionen bedingt, die zum schonenden Rutschen in den Gefäßinnenraum eingebaut sind. Das Fördergefäß muss mit einem Dach versehen sein, in das ein abnehmbares Geländer integriert ist. In Schächten mit zwei Fördereinrichtungen müssen über dem Dach des jeweiligen Gefäßes ein Schutzdach zum Schutz von Bergleuten bei der Schachtbefahrung montiert sein. Damit das Gefäß sicher nach unten entleert werden kann, wird der Gefäßboden mit einer Neigung von 50 bis 55 Grad eingebaut. Das Entleeren des Nutzlastbehälters erfolgt über einen Gefäßverschluss, der sich am unteren Ende des Gefäßes befindet. Es gibt drei verschiedene Typen von Gefäßverschlüssen, den Klappenverschluss, den Vertikalschieberverschluss und den Rundschieberverschluss. Das Öffnen der jeweiligen Gefäßverschlüsse erfolgt im Bereich der Hängebank selbsttätig. Mit dem Klappenverschluss erzeugt man, bedingt dadurch, dass er schon während des Einfahrens in die Entladung betätigt wird und beim Anfahren des Fördermittels geschlossen wird, die kürzesten Entladezeiten. Von Nachteil ist, das sich der Verschluss während der Fahrt bei gefülltem Gefäß öffnen kann und dadurch das Fördergut in den Schachtsumpf fällt. Durch das herabfallende Fördergut kann es zu Beschädigungen im Schacht kommen. Beim Vertikalschieberverschluss wird das Fördergefäß durch einen Flachschieber verschlossen. Der Verschluss wird in Rollen geführt und ist so konstruiert, dass er sich nicht selbsttätig öffnen kann. Der Rundschieberverschluss wird durch eine in das Schiebersystem einschwenkende nasenförmige Konstruktion geöffnet und auch wieder verschlossen.

#### Schwenkgefäß
Schwenkgefäße ähneln vom Aufbau den Bodenentleerern. Allerdings sind Schwenkgefäße so konstruiert, dass beim Entladen der komplette Boden geöffnet wird. Dadurch ist es möglich, dass mit diesen Gefäßen auch stark anbackendes Fördergut gefördert werden kann. Bei diesem Gefäßtyp sind der Tragrahmen und das eigentliche Gefäß konstruktiv getrennt. Das Gefäß ist so konstruiert, dass es im Rahmen nach vorne geschwenkt werden kann. Zudem ist der Boden beweglich mit dem Nutzlastbehälter verbunden. Da der Nutzlastbehälter durch das Fördergut sehr starkem Verschleiß ausgesetzt ist, wird er mit Schleißauskleidungen aus Spezialgummi ausgekleidet. In der Entladestelle wird das Gefäß mittels eines Druckzylinders nach vorne gedrückt. Der Boden wird dabei bis zu einem Anschlag mitgedrückt und überbrückt so den freien Raum zwischen Fördertrum und Entladebunker. Das Gefäß wird von dem Zylinder soweit nach vorne gedrückt, bis der gesamte Gefäßquerschnitt freiliegt und das Fördergut herausfallen kann. Nach dem Entladevorgang wird der Zylinder zurückgezogen, das Gefäß verschließt sich wieder und ist fertig für den nächsten Förderzug.